# Culicoides molestior
Culicoides molestior är en tvåvingeart som beskrevs av Jean-Jacques Kieffer 1911. Culicoides molestior ingår i släktet Culicoides och familjen svidknott. Inga underarter finns listade i Catalogue of Life.